# フラーテス1世
フラーテス1世（Phraates I、在位：紀元前176年 - 紀元前171年）は、アルサケス朝パルティア王国の王。プリアパティオスの息子、ミトラダテス1世の兄。プラアテスとも表記する。

## 生涯
父のプリアパティオスが亡くなると、パルティアの慣習にならって年長者であるフラーテス1世は王位に就いた。ほどなくしてカスピ海南方のエルブルズ山脈に住む種族マルディ族を武力制圧し、彼らをカスピ門近くのカラクスに定住させた。しかしその後まもなくしてフラーテス1世は亡くなるが、彼には成人した多くの息子がいたにもかかわらず、弟であるミトラダテス1世を後継者に選んだ。その理由はフラーテス1世自身、父という立場よりは王という立場に責任を負っているため、子供のことよりは祖国のことを顧慮すべきであり、勇気に秀でていた弟を選んだのだという。

## 参考資料
- ニールソン・C・デベボイス『パルティアの歴史』（小玉新次郎、伊吹寛子 訳、山川出版社、1993年）、ISBN 4634658607
- ポンペイウス・トログス / ユスティヌス抄録『地中海世界史』（合阪學 訳、京都大学学術出版会<西洋古典叢書>、1998年）、ISBN 4876981078